# 오거스터스 프루
오거스터스 프루(Augustus Prew, 1987년 9월 17일 ~ )는 잉글랜드의 배우이다.

## 출연 작품
- Almost Love (2019)
- 더 블루 모리셔스 (2017)
- 쳐비 퍼니 (2016)
- 퓨어 지니어스 (2016)
- 하이-라이즈 (2015)
- 코퍼헤드 (2013)
- 애니멀즈(영어판) (2012)
- 헤이티드 (2010)
- 더 키드 (2010)
- 세인트 클라우드 (2010)
- 문프린세스: 문에이커의 비밀 (2008)

### 텔레비전
- 보르지아 1 (2011)